# ترواعلي (إدا وكازو)
ترواعلي هي إحدى مشيخات المملكة المغربية، تتبع جغرافيا لإقليم الصويرة وإداريًا لإدا وكازو. يقدر عدد سكانها بـ 3300 نسمة حسب الإحصاء الرسمي للسكان والسكنى لسنة 2004.